# Olsen-bandens første kup
Olsen-bandens første kup är en dansk TV-serie på 31 avsnitt, producerad 1999. Seriens vinjett skapades av Bent Fabricius-Bjerre och Flemming Christensen.
Olsen-bandens første kup var ursprungligen en julkalender, som visades på TV 2 december 1999. Därefter gjordes ytterligare 7 avsnitt, som sändes påsken 2000.

## Handling
Julen står för dörren, och i Benny och Kjelds klass börjar en ny kille, Egon. De tre blir omedelbart vänner. Egon, som bor på barnhem, berättar att det varken blir julklappar eller fest för barnen på barnhemmet, då julfondens giriga styrelse har använt upp alla pengar. Egon är säker på att där är fusk med i spelet – och han har naturligtvis en plan!
De tre beslutar sig strax för att lösa mysteriet, men en massa problem uppstår: Børgefar kidnappas, Yvonne måste välja mellan Biffen och Kjeld, polisassistenterna Holme och Jensen blandar sig som vanligt i, och går det överhuvudet att öppna Franz Jäger-skåpet? Olsen-Banden gör allt för att lösa mysteriet innan julafton, så man kan köpas presenter till alla. Men kan dom klara av det?

## Medverkande
- Jens Sætter-Lassen – Egon Olsen
- Dennis Simonsen – Benny Frandsen
- Noah Lynnerup – Kjeld Jensen
- Stine Bjerregaard – Yvonne
- Simon Krogh Stenpil – Dynamit Harry
- Anders Nyborg – Børge Jensen, Børgefar
- Karin Jagd – Birthe Jensen, affärsägare, Kjelds mamma
- Jesper Langberg – Åge Hallandsen
- Ludomir Dietl Løkken – Biffen
- Christian Elmelund – Knud
- Piet Kragh Gitz-Johansen – Vassla
- Max Hansen Jr. – Herr Lund
- Emilia Huusfeldt – Inge-Margrethe, Yvonnes veninde
- Tonny Landy – Herr Ellegaard, medlem av julefondens styrelse
- Lisbet Lundquist – Ragnhild Clausen, sekreterare
- Allan Mortensen – jultomten
- Niclas Mortensen – klasskompis
- Bjørn Paulsen – styrelsemedlem
- Kurt Ravn – lärare Madsen
- Claus Flygare – Herr Andersen, biologiläror
- Lasse Lunderskov – Herr Nielsen, gymnastikläror
- Peter Steen – Herr Iversen, rektor
- Asger Reher – Jensen, 1:a gradens kriminalassistent
- Christian Damsgaard – Holme, polisman
- Kristian Halken – Pedel
- Anne Rudbæk – lärare
- Amin Jensen – pappa på loppis
- Peter Aude – skrothandlare
- Michael Iversen – soppgubbe
- Martin Miehe-Renard – skolsyster
- Michael Friis – utländsk herre
- Thorkil Lodahl – utländsk herre

## Musik
- Bent Fabricius-Bjerre och Flemming Christensen.

Musiken släpptes på CD same år som julkalendern blev visades.
Spår
1. "Ole-skole-Bole-Bum"
2. "Der er en sang jeg har lyst til at synge"
3. "Dig og mig
4. "Når du er med"
5. "Vi sætter julen i gang"
6. "Det nye år" (med Michael Bundesen)
7. "Limbo-lambalay"
8. "Julen varer længe"
9. "Nu er jeg countrystar"
10. "Vores melodi"
11. "Det skete i de dage"
12. "Det store kolde bord"
13. "Julen er på vej (Olsenbanden)"

## Andra versioner
- Olsen-banden Junior är en dansk film från 2001, regisserad av Peter Flinth efter manus av Anne-Marie Olesen, Lars Mering och Nikolaj Scherfig. Filmen är en barnversion av Olsen-banden och en uppföljare till julkalendern Olsen-bandens første kup från 1999.
- I Sverige gjordes en serie filmer med Jönssonligan (den svenska utgåvan av Olsen-banden) om deras tid som barn. Det började med filmen Lilla Jönssonligan och cornflakeskuppen från 1996, som följdes av Lilla Jönssonligan på styva linan (1997), Lilla Jönssonligan på kollo (2004) och Lilla Jönssonligan & stjärnkuppen (2006). De tre första filmer utspelar sig på 1950-talet, medan den sista filmen utspelar sig i nutiden.
- I Norge gjordes det en hel filmserie med den norska versionen av Olsen-banden som barn. Filmerna baseras på egna norska manus och utspelar sig i början av 1960-talet. Den första filmen i serien var julkalendern Olsenbandens første kupp från 2001, sedan kom filmen Olsenbanden jr. går under vann från 2003, som därefter följdes av Olsenbanden jr. på Rocker'n (2004), Olsenbanden jr. på Cirkus (2005), Olsenbanden jr. – Sølvgruvens hemmelighet (2007), Olsenbanden jr. Det sorta gullet (2009) och Olsenbanden jr. – Mestertyvens skatt (2010).